# Paraphylax
Paraphylax is een geslacht van insecten uit de orde vliesvleugeligen (Hymenoptera) en de familie Ichneumonidae.

## Soorten
- P. agelenae (Momoi, 1966)
- P. alboannulus (Ashmead, 1904)
- P. anax Gauld, 1984
- P. annulatus (Cameron, 1911)
- P. annulipes (Cameron, 1905)
- P. badius Townes, 1958
- P. basilewskyi (Benoit, 1955)
- P. bicintus (Ashmead, 1905)
- P. brachycyttari (Ashmead, 1896)
- P. caffer (Turner, 1927)
- P. carbonatorius (Seyrig, 1952)
- P. clarificator (Seyrig, 1952)
- P. corvax Gauld, 1984
- P. cubiceps (Seyrig, 1952)
- P. divergens (Seyrig, 1952)
- P. elongatorius (Seyrig, 1952)
- P. erythronota (Viereck, 1913)
- P. fasciatipennis Ashmead, 1904
- P. ferruginosus (Holmgren, 1868)
- P. fixatorius (Seyrig, 1952)
- P. flavostigmus (Seyrig, 1952)
- P. fumeae Momoi, 1966
- P. globatorius (Seyrig, 1952)
- P. granulatorius (Seyrig, 1952)
- P. hiatus Townes, 1958
- P. ivondricus (Seyrig, 1952)
- P. mercator (Seyrig, 1952)
- P. micans (Tosquinet, 1896)
- P. mimator (Seyrig, 1952)
- P. mirax Gauld, 1984
- P. monotypus (Seyrig, 1952)
- P. mussar Rousse & Villemant, 2012
- P. nigriceps (Ashmead, 1905)
- P. nigrifacies (Momoi, 1966)
- P. nimbatorius (Seyrig, 1952)
- P. nimbipennis (Seyrig, 1952)
- P. nitidatorius (Seyrig, 1952)
- P. nitidisentis (Cameron, 1911)
- P. postulator (Seyrig, 1952)
- P. pulax Gauld, 1984
- P. pusillus (Szepligeti, 1908)
- P. ridens (Seyrig, 1952)
- P. rubriornatus (Cameron, 1905)
- P. ruficornis (Cameron, 1906)
- P. rufifacies (Momoi, 1966)
- P. saigusai Momoi, 1966
- P. sakabei Momoi, 1966
- P. samoanus (Fullaway, 1940)
- P. sculptus (Seyrig, 1952)
- P. seductor (Seyrig, 1952)
- P. sorianoi Baltazar, 1965
- P. subtilis Momoi, 1966
- P. sulcator (Seyrig, 1952)
- P. tosquinetii (Dalla Torre, 1902)
- P. transversatorius (Seyrig, 1952)
- P. truncatorius (Seyrig, 1952)
- P. varius (Walker, 1860)
- P. yasumatsui (Momoi, 1966)